# Mariusz Kulpa
Mariusz Kulpa (ur. 27 kwietnia 1946 w Leżajsku) – polski rzeźbiarz, rysownik, okazjonalnie grafik. Profesor Akademii Sztuk Pięknych w Gdańsku na Wydziale Rzeźby i Intermediów.

## Życiorys
Studiował na Wydziale Rzeźby Akademii Sztuk Pięknych w Krakowie. Dyplom w 1974 roku w pracowni prof. Antoniego Hajdeckiego. Od 2002 kierownik Katedry Rysunku na Wydziale Rzeźby ASP w Gdańsku. Na przełomie lat 1993/94 przebywał w Manilvie w Hiszpanii, jako stypendysta Delfina Studios Trust z Londynu.
Członek Polskiego Stowarzyszenia Sztuki Medalierskiej.
Realizacje pomnikowe:

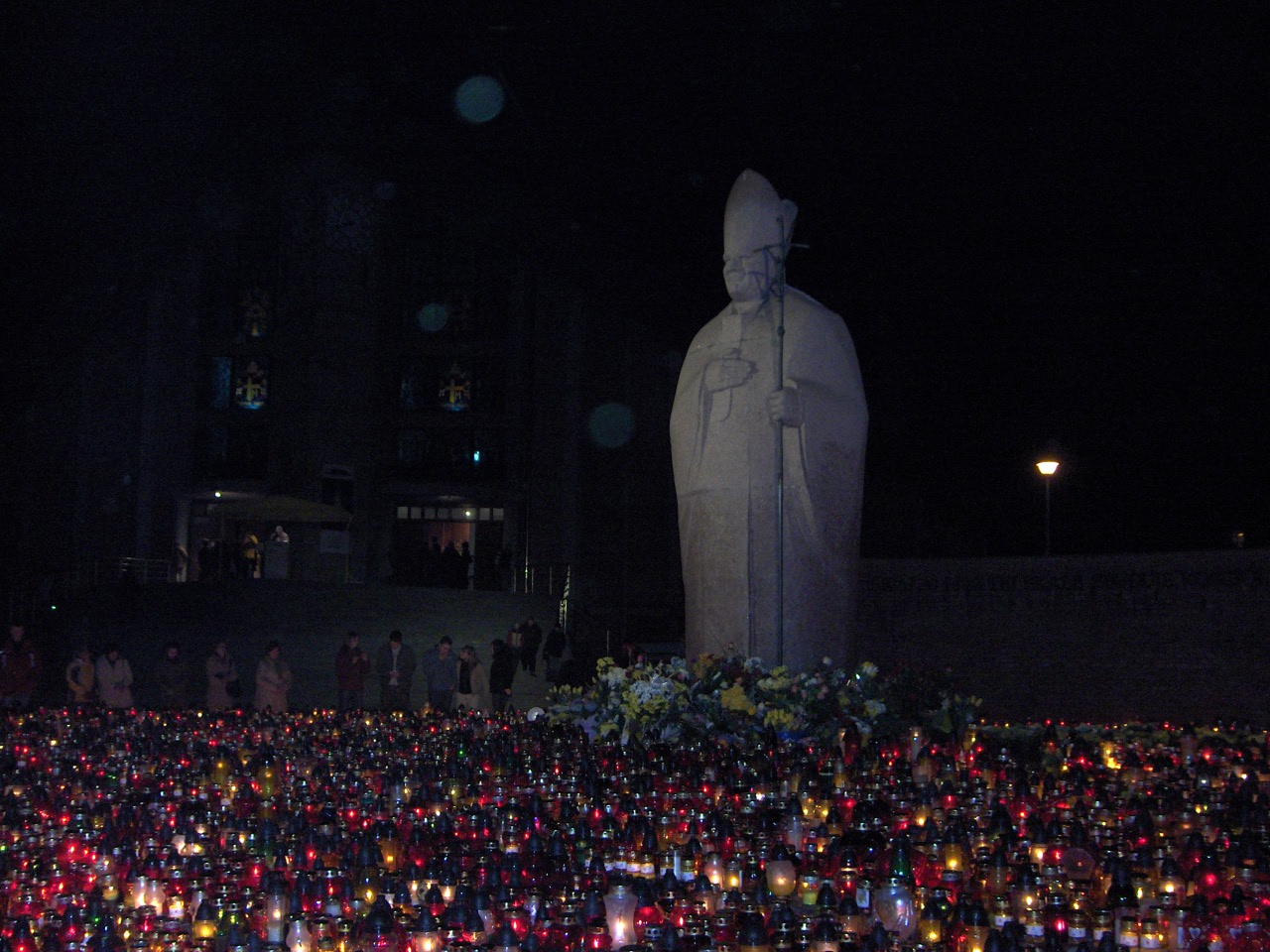
Pomnik papieża na gdańskiej Zaspie

- 1986 – „Dar Narodu Polskiego dla Nagasaki” w Nagasaki w Japonii[1]
- 1997 – Władysława Jagiełły w Leżajsku
- 1997 – Władysława Jagiełły w Wałczu
- 1998 – Józefa Piłsudskiego w Wałczu
- 1999 – Pomnik Jana Pawła II w Gdańsku (Gdańsk Zaspa)[1]
- 2007 – Pomnik Polskiego Państwa Podziemnego w Poznaniu[1]

Wystawy indywidualne:
- 1985 – Galeria BWA, Gdańsk
- 1986 – International Culture Hall, Nagasaki
- 1986 – Galeria „Punkt”, Gdańsk
- 1988 – Galeria Rzeźby ZAR, Kraków
- 1988 – Galeria „Pass”, Nowy Jork USA
- 1991 – Galeria „Regent”, Bruksela
- 1994 – Galeria „Punkt”, Gdańsk
- 1994 – Gdańska Galeria Rzeźby
- 2002 – Galeria EL – Elbląg[1]

## Nagrody i odznaczenia
- Nagroda Prezydenta Miasta Gdańska w Dziedzinie Kultury za całokształt pracy twórczej oraz z okazji jubileuszu 65. urodzin (2011)[3]
- Nagroda Prezydenta Miasta Gdańska w Dziedzinie Kultury z okazji jubileuszu 35-lecia pracy pedagogicznej (2012)[3]
- Odznaka honorowa „Zasłużony dla Kultury Polskiej” (2012)[2]
- Nagroda Rektora ASP w Gdańsku I stopnia za całokształt pracy dydaktycznej (2015)[1]